# Каністел

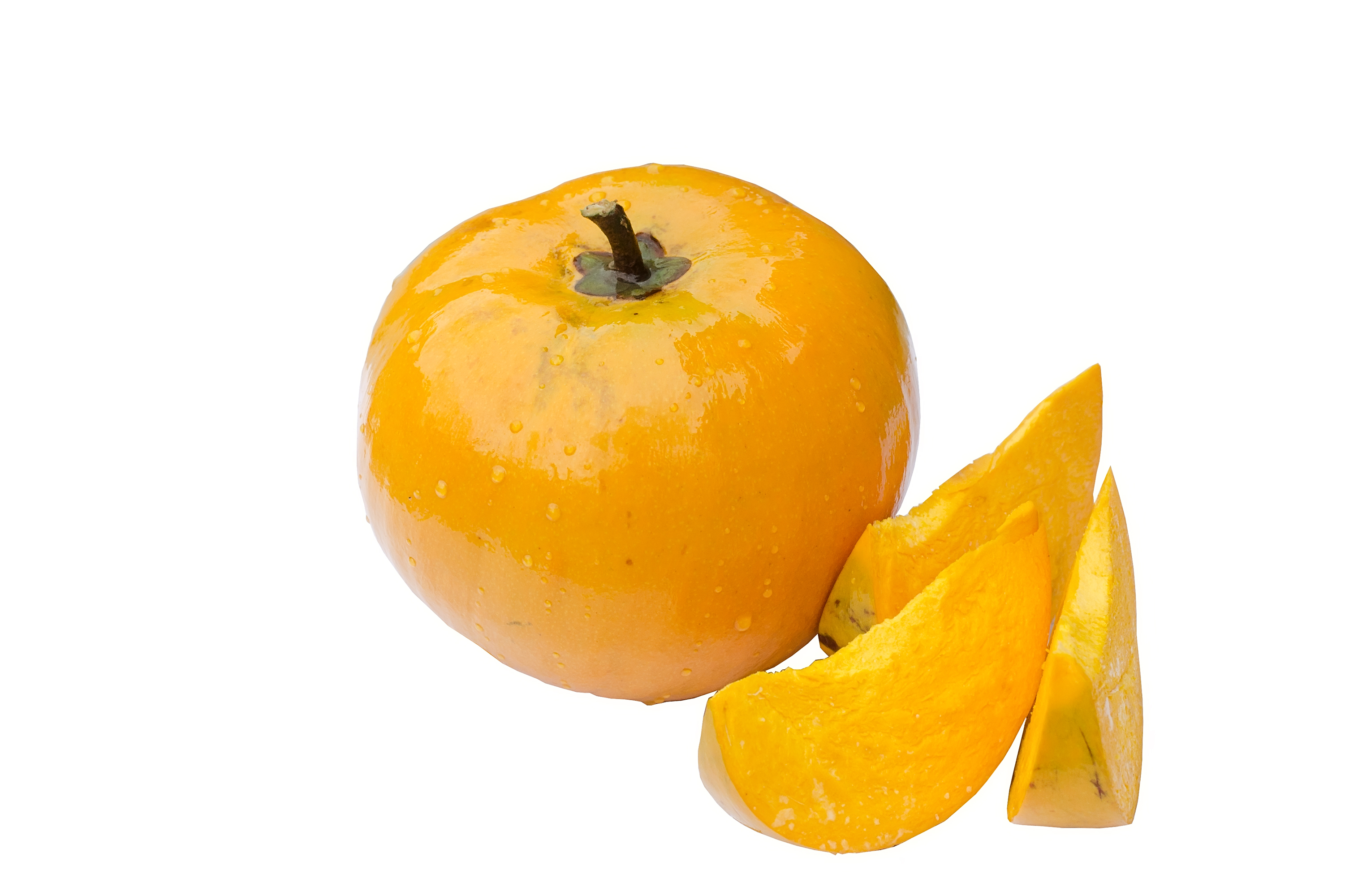
Каністел

Каністел (лат. Pouteria campechiana) – плодове вічнозелене дерево родини Сапотових. Вирощується в таких країнах, як Коста-Рика, Бразилія, Сполучені Штати, Тайвань, Австралія, В'єтнам, Індонезія, Індія, Шрі-Ланка, Нігерія і Філіппіни. Їстівним є плід, який часто називають "яєчним фруктом".
Каністел росте до 10 метрів вгору, а його оранжево-жовті фрукти – до 7 см в довжину. М'якуш каністела – солодка, з текстурою схожою на яєчний жовток зварений натвердо, звідси і походить розмовна назва – "яєчний фрукт".

## Етимологія
Наукове ім'я походить з батьківщини фрукту – мексиканського міста Кампече.
У різних країнах, де каністел культивується або продається, він відомий за багатьма народними назвами; зустрічаються такі варіанти як "яєчний фрукт" та назви, що вказують на його жовтий колір.  У Філіппінах каністел відомий як чеса, теса або тьєса. У Шрі-Ланці – як Лаулу, Лавулу або Лавалу. В Таїланді популярні назви ламут хамен (ละมุดเขมร="кхмерська саподіла") і то хамен (ท้อเขมร="кхмерський персик"). У Камбоджі – мон хай (ม่อนไข่) —(хай означає "яйце"), або тьєса (ทิสซา).
У в'єтнамській мові ім'я рослини – кай трун ґа (cây trứng gà=рослина "куряче яйце"). Також поширеною назвою є лекіма. Це незвично для тональної в'єтнамської мови, чиї морфеми складаються з єдиного складу.
В індонезійській мові фрукт має назву алкеса, або саво ментеґа.
В Тайвані каністел називається тен гван ґо (蛋黃果), "жовтковий фрукт", або сьєн тао (仙桃) "персик безсмертних".

## Галерея

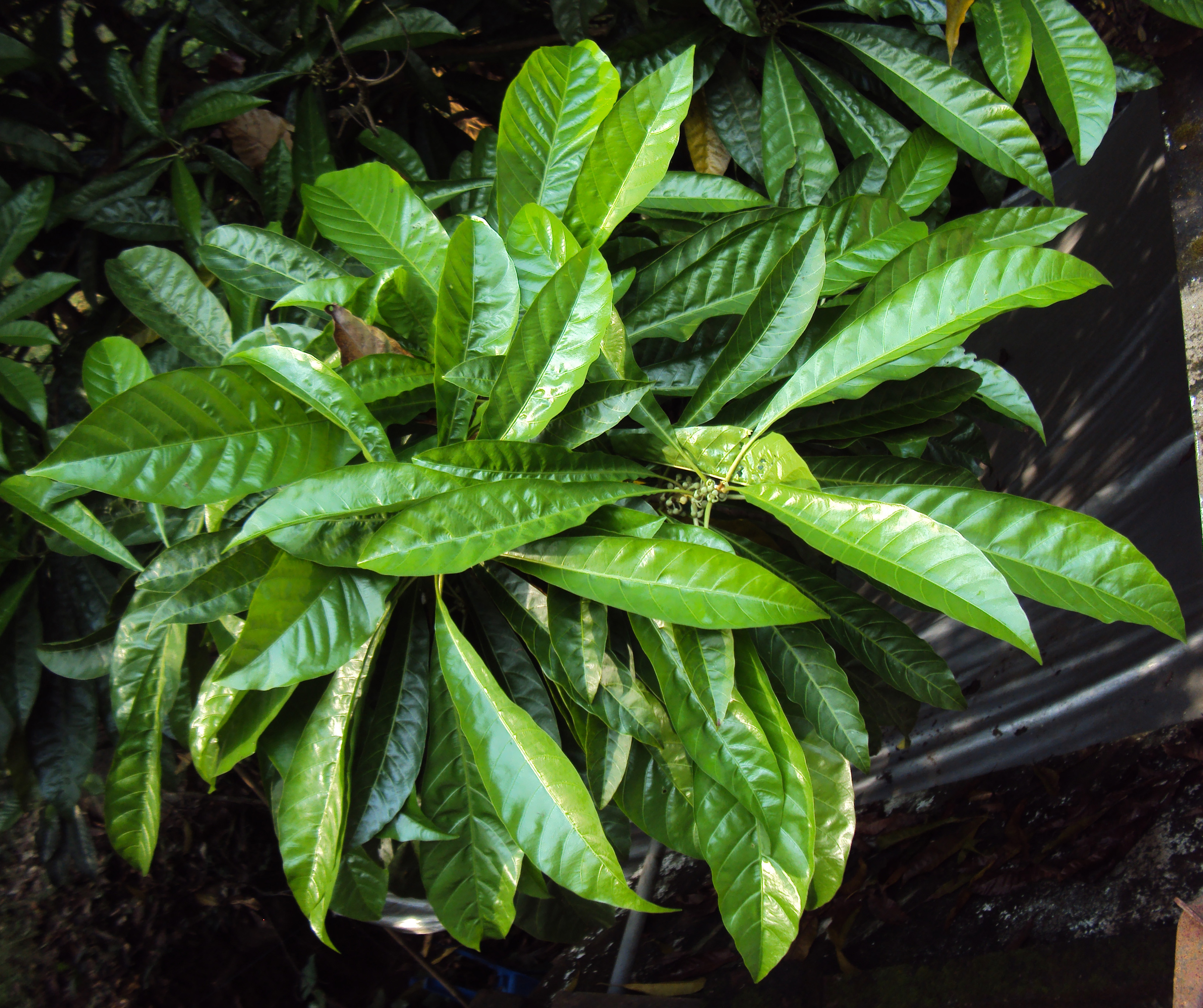
Листки
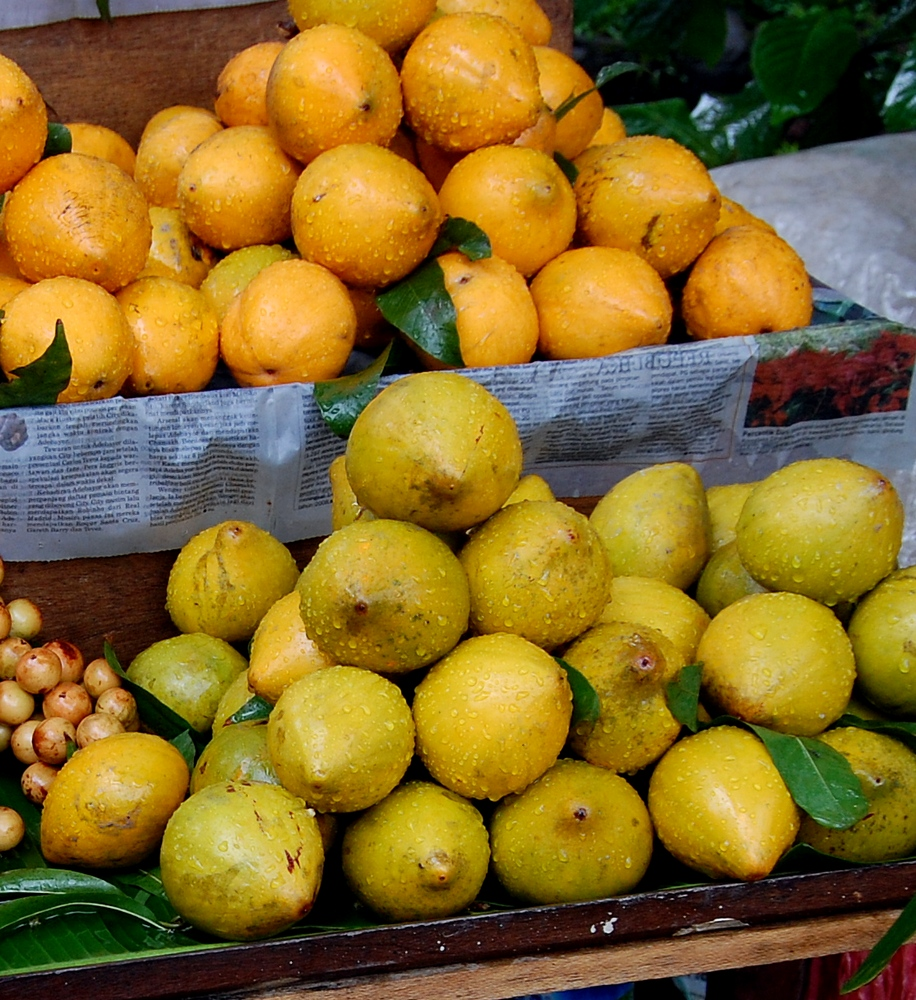
Фрукти на місцевому ринку
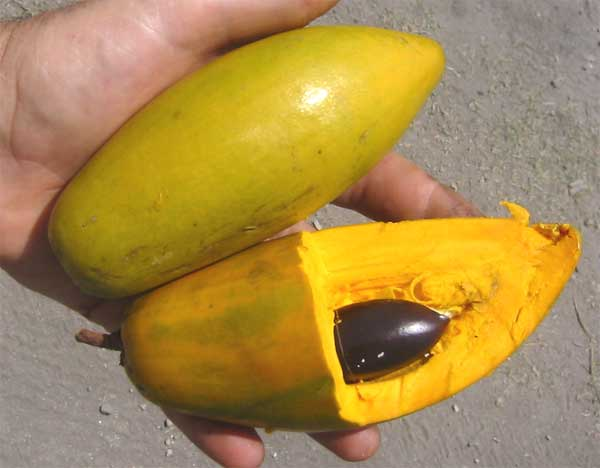
Різні форми плоду